# Herbert Fielding
Herbert Ulysses Gaillard Fielding (6 de julio de 1923 – 10 de agosto de 2015) fue el primer político afroamericano elegido como representante del partido demócrata en la Asamblea General de Carolina del Sur, desde la reconstrucción estadounidense

## Familia y primeros años
Herbert Ulysses Fielding era el hijo de Julius y Sadie Fielding. Fielding sirvió en el Ejército de Estados Unidos durante Segunda Guerra Mundial, antes de graduarse y obtener su licenciatura por la Universidad West Virginia State College en 1948.

En 1952, Fielding comenzó a dirigir el negocio familiar, deviniendo Presidente y CEO de la empresa familiar de servicios funerarios. La empresa, fundada por su padre en 1912, Fielding Home for Funeral Services llegó a ser la más grande dirigida por afroamericanos en el estado de Carolina del Sur. 

## Lucha por los Derechos civiles
Fielding estuvo implicado en el movimiento por la lucha de los Derechos Civiles en los 60s. Con frecuencia, pagó las fianzas de los activistas de los derechos civiles, manifestantes y piqueteros y entraban en prisión. Fielding, animó a la comunidad afroamericana a movilizarse por sus derechos civiles, en especial, por su acceso al derecho al voto. 

## Asamblea General de Carolina del Sur
Fielding fue elegido como miembro de la Cámara de Representantes de Carolina del Sur en 1970, deviniendo el primer afroamericano elegido como representante en Carolina del Sur desde la Reconstrucción estadounidense. En aquella elección misma, el Demócrata John C. West derrotó al candidato Republicano, Albert W. Watson como gobernador. Fielding fue miembro de la asamblea durante tres años, hasta 1983. En 1985, Fielding fue elegido senador estatal de Carolina del Sur, donde ejerció el cargo hasta 1992. En 1990, fue nombrado presidente de la Carolina Legislative Black Caucus.